# Búp bê hơi
Búp bê hơi (空気人形 / không khí nhân hình / air doll) là bộ phim điện ảnh Nhật Bản, do Hirokazu Koreeda đạo diễn, mô tả một ma-nơ-canh trở thành người nhưng nhận ra sự trống rỗng, buồn tẻ của cuộc sống thành phố loài người. Phim được công chiếu tại Liên hoan phim Cannes năm 2009, đã đưa Bae Doona (diễn viên Hàn Quốc) giành giải diễn viên xuất sắc nhất điện ảnh chuyên nghiệp Nhật Bản thứ 19 và tại Liên hoan phim Takasaki lần thứ 23...

## Nội dung
Hideo sống một mình với một con búp bê tình dục bơm hơi anh gọi là Nozomi. Con búp bê là bạn đồng hành thân thiết nhất của anh ấy; anh mặc quần áo cho cô, nói chuyện với cô qua bữa ăn tối, đưa cô đi dạo trên xe lăn, và làm tình với cô.
Trong khi Hideo đang làm việc, Nozomi sống dậy. Cô mặc trang phục hầu gái và khám phá thế giới bên ngoài căn hộ của họ trong sự tò mò. Cuối cùng, cô nhận được một công việc trong một cửa hàng video và yêu một trong những nhân viên, Junichi. Khi cô vô tình làm thương mình và bi xẹp, Junichi nối lại vết rách bằng băng dính và thổi phồng cô trở lại.
Một ngày nọ, Hideo tới cửa hàng; cô phục vụ anh ta và cảm thấy xấu hổ, nhưng anh ta không nhận ra cô. Ông chủ của cô cho rằng Hideo là bạn trai của cô và cô đang lừa dối Junichi, vì thế ông ta yêu cầu cô cho ông ta làm tình với cô. Tại nhà của Nozomi, Hideo phát hiện Nozomi không còn là một con búp bê nữa. Anh ta yêu cầu cô quay trở lại làm búp bê vô hồn vì anh thấy mối quan hệ của con người thật "gây phiền nhiễu". Bị tổn thương, cô chạy đi.
Nozomi đến nhà máy nơi cô được sản xuất và gặp nhà sản xuất của mình. Anh nói với cô rằng anh tin rằng tất cả những con búp bê đều có trái tim, như anh thấy từ khuôn mặt của chúng khi chúng được trả lại. Khi cô ấy hỏi chuyện gì sẽ xảy ra với những con búp bê đã qua sử dụng, anh ta nói anh ta ném vào rác.
Nozomi nói với Junichi rằng cô sẽ làm bất cứ điều gì anh muốn cho anh. Anh ta yêu cầu dể thoát không khí của cô ấy và thổi phồng cô ấy như anh ấy đã làm trong cửa hàng video. Sau đó, khi anh ngủ, cô cố gắng trả ơn nhưng không tìm thấy phích cắm, cô cắt anh ta bằng kéo, và cố gắng ngăn chặn dòng máu chảy bằng băng dính. Junichi chết và cô để lại thi thể anh với đống rác. Quá đau khổ, cô tháo băng dính niêm phong trên bụng mình, để cơ thể từ từ xì hơi rồi cô được thu gom cùng rác.

## Diễn viên
- Bae Doona as Nozomi (Air Doll)
- Arata as Junichi
- Itsuji Itao as Hideo
- Joe Odagiri as Sonoda (the doll maker)
- Sumiko Fuji as Chiyoko
- Masaya Takahashi as Keiichi
- Susumu Terajima as Todoroki
- Kimiko Yo as Yoshiko

## DVD
Bộ phim được phát hành trên đĩa DVD tại Nhật Bản vào ngày 26 tháng 3 năm 2010 trong phiên bản tiêu chuẩn và giới hạn. Cả hai phiên bản đều có phụ đề tiếng Anh